# Lalle Larsson
Lalle Larsson, egentligen Lars Egon Johan Ebbekke Larsson, född 19 maj 1974 i Malmö, är en svensk pianist och kompositör.
Larsson är uppväxt i en teaterfamilj. Han är son till teatermannen Egon Larsson och sångerskan Eva Ebbekke Larsson samt halvbror till skådespelarna Gunilla och Chatarina Larsson. Larsson studerade mellan 1991 och 1993 i Wien.

## Karriär
Efter att ha varit verksam som studiomusiker och soloartist under större delen av 1990- och 2000-talen, med flera inspelningar på brittiska Liquid Note Records, var det först när han gick med i de progressiva rockgrupperna Karmakanic och Agents Of Mercy som han nådde en större publik.
År 2001 mottog Lalle Larsson Helsingborgs Stads kulturstipendium. Året efter uruppfördes verket ”Seven Deadly Pieces”, ett 200 sidor långt partitur skrivet för kammarorkester och thrash metal-bandet Darkane (med Peter Wildoer och Christofer Malmström), på Dunkers kulturhus i Helsingborg. Konserten filmades av Johan Larsson och Per Christofferson och släpptes 2008 på DVD som ett multimediapaket med bland annat en 50 minuter lång dokumentär om kompositören.
Mellan åren 2000 och 2008 arbetade Larsson som huvudlärare i gehör/musiklära och piano på Mega Musik-skola i Helsingborg. Under åren har han undervisat i Sverige, Österrike och Holland. Som kompositör har flera av Larssons verk uruppförts på Konservatoriet i Köpenhamn, Dunkers Kulturhus och Konserthuset i Helsingborg.
Larsson bidrog med fem kompositioner till jazztrioplattan TimeLine med Gary Willis (Tribal Tech) och Sebastiaan Cornelissen (Gary Husband) 2005.
2009 började samarbetet med skivbolaget Reingold Records som sedan dess har givit ut flera album med Larsson, bland annat de tre soloalbumen Weaveworld (2009), Infinity Of Worlds (2010) och Nightscapes (2012). Skivorna är komponerade som en CD-trilogi och bandet "Weaveworld" består av Jonas Reingold (Flower Kings, Karmakanic) -bas, Stefan Rosquist (Dawn of Oblivion, Cloudscape) - gitarr, Mickael “Walle” Wahlgren (Agents of Mercy, Cam) - trummor samt holländske gitarristen Richard Hallebeek.
2009–2012 gjorde Larsson flera turnéer både i Europa och USA med Roine Stolts Agents of Mercy och Jonas Reingolds Karmakanic. Larsson medverkade även på inspelningar som Karmakanics "Who's The Boss In The Factory", "Power Of Two - Live In USA", "In a Perfect World", DOT och Agents Of Mercy's "DramaRama" och "Black Forest".
Hösten 2012 gjorde Larsson en solopiano-turné som förartist till The Flower Kings i bland annat Holland, Belgien, Tyskland, Österrike, Schweiz, Italien, Spanien, Portugal, Frankrike och Storbritannien.
2014 släpptes balladskivan Until Never med Jonas Reingold på bandlös bas och Richard Hallebeek på akustisk gitarr.
Lalle Larsson är även känd som Lale Larson, speciellt utomlands, där han under åren har medverkat på över 50 CD-skivor jämte artister som Gary Willis, Dave Weckl, Jon Anderson, Roine Stolt, Jonas Reingold, Shawn Lane, Marco Minnemann, Phi Yaan Zek, Virgil Donati, Peter Wildoer, Richard Hallebeek, Greg Howe, Nick D Virgilio, Guthrie Govan, Eric Gales, Brett Garsed, Andy Timmons, Ray Riendeau, Marco Sfogli, Owe Thörnqvist, Sebastiaan Cornelissen, Randy Brecker och Electrocution 250. 2012 blev Lalle Larsson framröstad som topp 5 i “Best Keyboard Player” kategorin i brittiska Classic Prog Magazine.

## Diskografi i urval

### Solo
- 2014 - Until Never (CD)
- 2018 - Ashen Lights (CD)

#### The Weaveworld Trilogy
- 2009 - Weaveworld (CD)
- 2010 - Infinity Of Worlds (CD)
- 2012 - Nightscapes (CD)

#### The Seven Deadly Pieces Orchestra
- 2008 - Seven Deadly Pieces - A concert for chamber orchestra and electric guitars.(DVD)

#### Ominox
- 1994 - Ominox - In Time (MC).
- 2004 - Ominox - Contemporary Past (LNR)Teenage demo recordings from 1993-1995

### Band
The Flower Kings
2023 - Look At You Now (Vinyl, CD)
2024 - Live in Europe (Vinyl, CD)
2025 - LOVE (Vinyl, CD)

### Syrek
- 2021 - Story - Feat: Marco Minnemann, Mohini Dey, Bryan Beller (CD).

### Lalle Larsson, Gary Willis, Sebastiaan Cornelissen
- 2005 - Timeline -(CD).

### Electrocution 250
- 2004 - Electrocution 250 - Electric Cartoon Music From Hell.(Todd Duane, Peter Wildoer)
- 2004 - Electrocution 250 - Japanutgåva med bonuslåt

### Richard Hallebeek
- 2013 - Richard Hallebeek - RHP II - Feat: Randy Brecker, Greg Howe, Guthrie Govan, Andy Timmons med flera (CD).
- 2004 - The Richard Hallebeek Project (LNR, UK) med Brett Garsed & Shawn Lane.

### Anderson/Stolt
- 2016 - Invention of Knowledge - Jon Anderson, Roine Stolt -(Vinyl,CD)

### Karmakanic
- 2008 - Karmakanic - Who's The Boss In The Factory (CD)
- 2011 - Karmakanic - In A Perfect World - Inside Out Records (CD).
- 2014 - Karmakanic - Live In The US - Feat: Jonas Reingold, Göran Edman, Morgan Ågren, Nils Erikson, Krister Jonsson (2 CD:s)
- 2016 - Karmakanic - DOT - (Vinyl, CD plus bonus DVD)
- 2025 - Karmakanic - Transmutation (CD)

### Agents of Mercy
- 2010 - Agents Of Mercy - DramaRama - Foxtrot Records (CD).
- 2010 - The Power Of Two: Karmakanic & Agents Of Mercy Live In USA - (feat Nick D'Virgilio)
- 2011 - Agents Of Mercy - The Black Forest - Foxtrot Records (CD).

### Phi Yaan-Zek
- 2005 - Phi Yaan Zek - Solar Flare (Marco Minnemann, Bumblefoot)CD.
- 2007 - Phi Yaan Zek - Anomalies (CD)
- 2010 - Phi Yaan-Zek & Marco Minnemann - Dance With The Anima - Geomagnetic Records(CD).
- 2012 - Phi Yaan-Zek & Marco Minnemann - Deeper With The Anima - Geomagnetic Records(CD
- 2018 - Phi Yaan-Zek - Play My Strange Thing - Geomagnetic Records (CD).
- 2018 - Phi Yaan-Zek  - Reality Is My Play Thing - Geomagnetic Records (2 CD:s).
- 2020 - Phi Yaan-Zek  - Holotropic Guitar - Age of Wonder (CD).
- 2022 - Phi Yaan-Zek  -  The Interdimensional Garden Party - Age of Wonder (CD).
- 2025 - Phi Yaan-Zek  - Inner Cosmic Spiral - Age of Wonder (CD).

### 3rd World Electric
- 2009 - Kilimanjaro Secret Brew (Roine Stolt,Jonas Reingold,Dave Weckl,Karl-Martin Almqvist)

### Kaipa Da Capo
- 2017 - Kaipa Da Capo - Live

### Med andra artister
- 1997 - Philippe Ansari - Anomalies (MC).
- 2002 - Sebastiaan Cornelissen - Aggressive Attack.
- 2004 - J.A.M - Milan Polak, Alessandro Benvenuti, Joel Rivard.
- 2005 - Christofer Malmström - Non-Human Level.
- 2005 - Owe Thörnqvist - Recovered.
- 2005 - Sir Millard Mulch - How To Sell The Whole F..@!ing Universe to Everybody Once and for all (2 CD) med Virgil Donati.
- 2005 - One Spirit - Sebastiaan Cornelissen/Frans Vollink/ (med Randy Brecker) CD.
- 2008 - Stefan Rosqvist Band - The Guitar Diaries
- 2009 - One Spirit - Go For It! Sebastiaan Cornelissen/Frans Vollink/Richard Hallebeek (med Randy Brecker) CD.
- 2010 - Dr. Zoltan Øbelisk – Why I Am So Wise, Why I Am So Clever... (Feat Marco Minnemann)
- 2010 - Ray Riendeau - Atmospheres - feat: Alex Machacek,Ron Jarzombek mfl.. Groove Theory Records (CD).
- 2011 - The D Project - Big Face - Feat: Stephane Desbiens, Tony Levin... - Zeta Prod (CD).
- 2011 - Fredrik Pihl - Silhouettes - Feat: Mattias "IA" Eklund & Bumblefoot (CD).
- 2012 - Chanan Hanspal - Ephemeral Morph (featuring John Medeski, Jeff Lorber).
- 2013 - Anton Johansson's Galahad Suite - (featuring IA Eklund,Jens Johansson, Magnus Karlsson).
- 2013 - Darkane - The Sinister Surpremacy -
- 2014 - Thomas Larsson - Who's Fooling Who? -
- 2016 - Rasmus Ehrnborn - Self Appointed Guitar Hero -
- 2016 - Various Artists - Harmony For Elephants - w/Nad Sylvan: Eventide (CD)
- 2018 - QFT - Live in Space - (Gästsolon på två spår)
- 2018 - Chanan Hanspal - Only Two Things Are Infinite - (Feat. Mike Stern & Bill Evans)
- 2020 - The Backstage - Isolation - (Medverkar på en låt med Pat Mastelotto, Nick Beggs, Theo Travis, Jonas Reingold)
- 2020 - Sebastiaan Cornelissen - The Holdsworth Reinterpretations - (med Hadrien Feraud, Matteo Mancuso, Frans Vollink mfl...)
- 2021 - Carl Mayotte - Pop de Ville Vol.1 (gästartist på låten Chasse a l´homme)
- 2021 - Anton Johanssons - Nevertold Stories (Gästartist på låten Egypt)
- 2022 - Ulf Mickael Wahlgren  - Ending Yourself (Singel)
- 2022 - Ulf Mickael Wahlgren  - They will Know (Singel)
- 2025 - Nad Sylvan - Monumentata

### Samlingsalbum
- 1993 - Guitar On The Edge Vol.1 No.4 - Samlingsalbum(låt med Todd Duane).
- 2001 - The Warmth In The Wilderness - Samlingsalbum
- 2002 - The Alchemists - Samlingsalbum
- 2007 - The Alchemists II - Samlingsalbum

#### Diverse
- 1997 - Hard Lunch - Absolut improv - Lalle Larsson, Bo Eriksson.

2000 - Cosmic Monstrositors - Remastered demos 1991-1993 med Todd Duane, Dave Kilminster, Mario Parga, Milan Polak, Phi Yaan Zek and others. LTD edition Demo CD
- 2002 - Lalle Larson - State Of Mind - Solo piano. Promo CD

## DVD/Film
- 2008 - Lalle Larsson's Seven Deadly Pieces: Konsert plus 50 minuters dokumentär: A Portrait (DVD)

## Böcker
Lalle Larsson's Seven Deadly Pieces - Scorebook (186 pages)

## Andra projekt
Lalle Larsson & Thomas Widlund - Marimba Flesheaters